# Державна спадкоємність країн Балтії
Державна спадкоємність країн Балтії описує спадкоємність балтійських держав як юридичних осіб за міжнародним правом перебуваючи під радянською владою та німецькою окупацією з 1940 по 1991 рік. Переважаюча думка приймає балтійську тезу про незаконну окупацію, і дії СРСР розглядаються як такі, що суперечать міжнародному праву в цілому та двостороннім договорам між СРСР та балтійськими державами зокрема.
Ця правова безперервність була визнана більшістю західних держав і відображена в їх державній практиці. Застосування Доктрини Стімсона Декларацією Уельса, де значний сегмент міжнародного співтовариства відмовився надати офіційне схвалення радянського завоювання, опір балтійського народу радянському режиму та безперебійне функціонування зачаткові державні органи в еміграції підтримують правову позицію, згідно з якою суверенний титул ніколи не передавався СРСР, що означало, що окупація sui generis (Annexionsbesetzung або «анексійна окупація») тривала до відновлення незалежности в 1991 році Таким чином, держави Балтії продовжували існувати як суб'єкти міжнародного права.
Офіційна позиція РФ є продовженням радянської позиції про те, що Естонія, Латвія та Литва не були анексовані СРСР, а приєдналися до них за власним бажанням у 1940 році РФнаполягає на тому, що включення балтійських держав отримало міжнародне визнання де-юре за допомогою угод, укладених на Ялтинській та Потсдамській конференціях та Гельсінських угод. Вони також стверджували, що відповідно до внутрішніх радянських законів та конституції відновлення незалежности було незаконним, і балтійські республіки могли стати новоствореними суверенними утвореннями лише завдяки законам про відокремлення СРС Згідно з цією позицією, усі попередні договори, такі як Тартуський договір, втрачають силу, а також усі можливі вимоги держав Балтії щодо грошової компенсації не мають правових підстав. Ця альтернативна теза про наступність балтійських держав та пов'язані з нею наслідки підживила фундаментальне протистояння між РФ та балтійськими державами.
Правовий принцип закон не може виникати з несправедливих дій, відрізняється від конкуруючого принципу факти визначають закон. З одного боку, юридичне визнання балтійської інкорпорації з боку інших суверенних держав за межами радянського блоку було в основному відмовлено на основі фундаментального правового принципу ex injuria jus non oritur, оскільки анексія балтійських держав вважалася незаконною. З іншого боку, фактичне переривання державности через іноземну окупацію на п'ятдесят років справді сталося, поступившись місцем правовому принципу ex factis jus oritur , а також безповоротним територія та демографічні зміни, які роблять справу Балтії набагато складнішою, ніж просто restitutio in integrum (відновлення — в даному випадку — територіальної цілісности).

## Історична довідка
Чотири держави Балтійського моря, які раніше входили до складу Російської імперії - Фінляндія, Естонія, Латвія та Литва - зміцнили свої кордони та незалежність після війни за незалежність Естонії, Латвії та Литви після закінчення Першої світової війни 1920 (Див. Тартуський договір, Латвійсько-радянський Ризький мирний договір та Радянсько-Литовський договір 1920). Великі європейські держави визнали де-юре визнання Естонії та Латвії 26 січня 1921 року та Литви 20 грудня 1922 року. 28 липня 1922 США поширили визнання де-юре
Усі три мирні договори між відповідними балтійськими державами та Радянською Росією однаково закріплювали право на самовизначення, і Росія відмовилася від усіх попередніх прав та вимог як остаточних і постійних. Цей принцип самовизначення відображав один із чотирьох ключових принципів, проголошених Леніном та Сталіним 15 листопада 1917 В Декларації радянського уряду: "Право російських народів на вільне самовизначення навіть на відокремлення та встановлення незалежних штатів ". Після створення СРСР 6 липня 1923 Новий союз прийняв усі договори, укладені раніше Радянською Росією, і оригінальні мирні договори продовжували залишатися основою відносин між СРСР і відповідними балтійськими державами. У наступне десятиліття було укладено кілька двосторонніх та багатосторонніх договорів та угод, що регулюють відносини:
- Протокол про введення в дію Паризького пакту (первісними сторонами якого були всі чотири сторони), підписаний у Москві 9 лютого 1929 , Що відмовляється від війни як інструменту національної політики
- двосторонні договори про ненапад, підписані з відповідними балтійськими державами та СРСР між 1926 і 1932 роками
- Конвенції про примирення, пов'язані з договорами про ненапад
- Конвенція про визначення агресії, підписана в Лондоні в липні 1933 р

### Естонія
Естонія прийняла Декларацію незалежности Естонії 24 лютого 1918 року. У документі викладено ряд принципів, таких як свобода вираження поглядів, релігія, зібрання та об'єднання. Ці принципи були детально розроблені в Тимчасовій конституції 1919 року та першій Конституції 1920 року. Народний суверенітет мав бути основою Естонії. Також друга, президентська Конституція базувалася на суверенітеті народу. Пізніше Конституція 1938 Була спробою повернутися до демократичного правління, але вона все ще наділяла повноваження президента. Загалом, незважаючи на внутрішньополітичні зміни, Естонія була правовою, міжнародно визнаною державою у роки до 1940. Ця незалежність була перервана в червні 1940 Після пакту Молотова — Ріббентропа між нацистською Німеччиною та СРСР у серпні 1939 Радянський Союз використовував подібну схему з усіма трьома прибалтійськими державами, починаючи з ультиматумів на основі нібито невиконання пактів про взаємодопомогу, підписаних попереднього року. Ультиматумам довелося виконати протягом декількох годин, і незабаром після того, як радянські війська вступили в столиці. Ради запропонували та затвердили свої нові уряди. Тепер нові органи місцевого самоврядування, здавалося, приймали рішення, що призвели до анексії. З метою створення іміджу легітимности в присутности радянських військ були введені нові вибори. Сполучені Штати разом з рядом інших держав не визнавали окупації та анексії балтійських держав.

### Латвія
Латвія прийняла Декларацію про створення Тимчасового уряду Латвії 18 листопада 1918 року. У 1920 Вільно обрана Конституційна асамблея прийняла два основні закони. Саверсме був прийнятий в 1922 році. Однак прем'єр-міністр Карліс Улманіс прийняв владу шляхом державного перевороту, і парламент був розпущений в 1934.

### Литва
Після століття іноземного панування Рада Литви прийняла Акт про незалежність Литви 16 лютого 1918 року. Протягом перших десятиліть Литовської Республіки в 1922, 1928 та 1938 роках було прийнято три конституції. Законодавчим інститутом Литви був вільно обраний сейм. Однак Антанас Смятона взяв владу шляхом державного перевороту в 1926 році. Він прийняв Конституцію 1928 року, яка збільшила президентську владу і зменшила розмір парламенту з 85 депутатів до 49. У Конституції 1938 Президент отримав ширші повноваження, але парламенту було доручено законодавство замість попередньої системи президентських указів. Крім того, президента обирали люди на сім років.

### Включення СРСР у міжнародне право
Примусова анексія балтійських держав була незаконним актом як за звичаєвим, так і за загальноприйнятим міжнародним правом. Відповідно до звичаєвого права анексія порушила основні принципи, такі як державний суверенітет і незалежність, заборона насильницького захоплення території та заборона втручання. Згідно із загальноприйнятим законодавством, дії СРСР порушували практично кожне положення всіх основних конвенцій між СРСР та відповідними балтійськими державами. Секретні протоколи з Німеччиною були порушенням статті 2 естонських та латвійських договорів про ненапад. Загроза застосування сили та ультиматум для укладення Договорів про взаємодопомогу порушили дух і букву відповідних Мирних договорів, Договорів про ненапад, Погоджувальних конвенцій, Пакту Келлога-Бріана та Протоколу про відмову від війни. Радянські дії у військовій окупації, примусове втручання та анексія становили акт агресії у значенні статті 2 Конвенції про визначення агресії 1933 року, і не було жодних обґрунтувань відповідно до статті 3 та Додатку до тієї ж конвенції.

## Західне невизнання анексії

### Балтійська дипломатична сфера 1940—1991
Більшість держав Західного блоку відмовились визнати включення балтійських держав де-юре і визнали радянські уряди Естонської РСР, Латвійської РСР та Литовської РСР фактично чи ні. Такі держави визнавали естонських / латвійських / литовських дипломатів та консулів, які досі функціонували від імені своїх колишніх урядів. Ці старіння дипломатів зберігалися в цій аномальній ситуації до остаточного відновлення незалежности Балтії.
У період 1940—1991 США продовжували приймати балтійських дипломатів, вперше призначених на посаду урядами Балтії до 1940 року, а після 1980 року вищими членами балтійських дипломатичних служб. Міністерство закордонних справ СРСР виступило з офіційними протестами проти прибалтійських дипломатичних місій, які залишаються відкритими у Вашингтоні та інших регіонах. У 1947 Естонський, латвійський та литовський дипломати за кордоном надіслали спільне повідомлення про окупацію балтійських держав до ООН. Балтське звернення до ООН (нині «Балтійська асоціація до ООН») було сформоване в 1966 році. У Канаді в офіційний список дипломатів входили офіси балтійських держав: Естонії, Латвії та Литви, що на початку 1960-х р Спричинило відмову радянського посольства в Канаді отримувати списки, що їх розповсюджував канадський департамент закордонних справ.

26 березня 1949 Державний департамент США видав циркуляр, в якому зазначається, що держави Балтії все ще є незалежними державами зі своїми дипломатичними представниками.
Зрештою Велика Британія виключила балтійських дипломатів із дипломатичного списку, але як компроміс балтійські дипломати продовжували прийматися дипломатичним характером урядами Його Величности. ООН отримала численні звернення від балтійських дипломатичних місій, балтійських організацій біженців, груп опору в державах Балтії та американських дипломатів та політичних заходів щодо балтійського питання. Через присутність СРСР у Раді Безпеки питання ніколи не піднімалися в офіційному порядку денному ООН. Спільне звернення до ООН було зроблено групами опору в державах Балтії, які закликали ООН засудити радянську окупацію, що призвело до резолюції Європейського парламенту 1983 року про відновлення незалежности Балтії.

### Прибалтійські активи 1940—1991
Після вторгнення нацистської Німеччини в Данію та Норвегію 9 квітня 1940 Президент Франклін Делано Рузвельт видав розпорядження 8389, згідно з яким Міністерство фінансів США заморожувало всі фінансові активи окупованих європейських держав у США. Після радянської окупації Естонії, Латвії та Литви розпорядження 8389 було поширене на активи та майно балтійських держав. Під час першої радянської окупації в липні 1940 США видали розпорядження 8484, якою заморозили фінансові активи Латвії, Литви та Естонії, включаючи золотий запас. Заморожування балтійських активів США було засуджено СРСР, і було проголошено, що не повинно бути жодної правової основи для затримки передачі балтійського золота з Федерального резервного резерву США до Державного банку СРС

#### Золоті запаси
Прибалтійські держави також зберігали золоті резерви в банках Великої Британії. У липні 1940 Банк Англії секвестрував золотоносні запаси Балтії, депоновані у Великій Британії, частково як помсту за націоналізацію СРСР британського майна, що перебуває у державах Балтії, але також тому, що Велика Британія вважала анексію балтійських держав незаконною. Протягом 1950-х років СРСР регулярно вимагав золото, але був відхилений. У 1967 Лейбористський уряд використовував резерв для врегулювання взаємних претензій з СРС 5 січня 1968 року було досягнуто домовлености між Великою Британією та СРСР, і Радянський Союз відмовився від усіх вимог до балтійського золота, що зберігається в Банку Англії, в обмін на відмову від усіх вимог Великої Британії внаслідок націоналізації в СРС У 1992 та 1993 роках уряд Сполученого Королівства повернув рівну кількість золотих запасів, еквівалентну 90 мільйонам фунтів стерлінгів, державам Балтії. Активи Балтії, депоновані у Швеції, були передані СРСР відразу після того, як Ради вимагали здати золотовалютні резерви Балтії в 1940 році. Пізніше ця сума була компенсована Швецією державам Балтії в 1992 році У 1991 Швеція пообіцяла Естонії повернути золото, а в 1998 Шведський уряд виявив банківські рахунки, що належать до балтійських держав.

Уряд Франції відмовився передати СРСР три тони золота, депоновані в Банку Франції Латвією та Литвою. Золоті запаси, депоновані балтійськими державами до 1940 року в Банку міжнародних розрахунків у Швейцарії, залишались цілими. Після відновлення незалежности балтійських держав в 1991 році балтійське золото було випущено центральним банкам Естонії, Латвії та Литви.

#### Власність
Після окупації 1940 року виникали питання, пов'язані з власністю громадян Балтії за кордоном. Більшість іноземних держав відмовилися відправляти балтійські кораблі у свої порти до СРС Радянський уряд безрезультатно подав позови проти Канади, Ірландії, Великої Британії та США. Американський та британський суди не визнавали радянську владу над власністю громадян Балтії. Однак держави віддали балтійські делегації та консульства СРС З деякими передачами було зазначено, що процес не передбачав юридичного статусу. Наприкінці Другої світової війни будівля Естонської делегації у Берліні була під опікою німецької влади. 23 вересня 1991 Німецький суд скасував цю опіку та повернув майно Естонії.

#### Зобов'язання
4 грудня 1991 Колишні республіки СРСР підписали договір про розподіл радянського зовнішнього боргу. Прибалтійські держави відмовились підписувати. У 1993 році Російська Федерація оголосила, що несе відповідальність за борг.

### Гельсінські угоди
Балтійське питання було порушено під час переговорів про Заключний акт Конференції з питань безпеки та співробітництва в Європі в 1975 році. Під час переговорів Радянський Союз виступав за те, щоб будь-яка спроба територіальних претензій вважалася актом агресії. Західна Німеччина, Іспанія, Ірландія та Канада виступили проти цього; канадські представники заявили, що прийняття радянської пропозиції означало б де-юре визнання радянської інкорпорації балтійських держав. За підтримки останнього члена НАТО, у заключному акті натомість зазначено, що нинішні «кордони»  —  межі територіального контролю, на відміну від «кордонів», які означали б межі суверенної юрисдикції  —  СРСР не порушуватимуться. Президент США та керівники інших держав-членів НАТО підтвердили у своїх заявах, що це положення не передбачає визнання приєднання балтійських держав до складу СРС Проте Росія наполягає на тому, що міжнародне співтовариство юридично визнало включення балтійських держав до складу СРСР в Ялті, Потсдамі та Гельсінкі, характеризуючи Гельсінкі як визнання суверенних кордонів.

### Список визнання та невизнання анексії

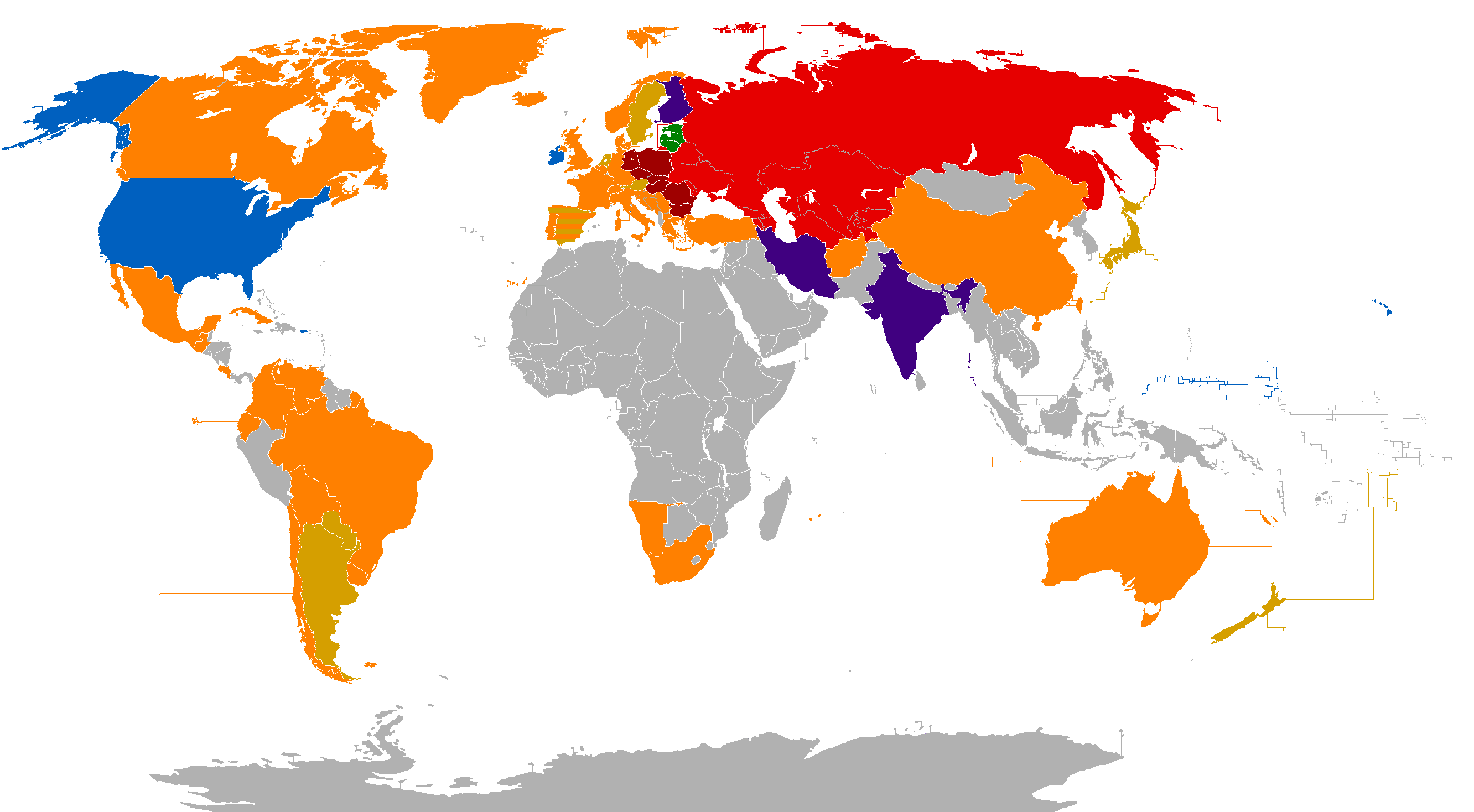
На карті показано західне визнання та невизнання анексії Балтії.
Baltic states

З точки зору окупації балтійських держав, держави світу утворюють п'ять груп: 1. держави, які явно не визнавали радянську окупацію ні де-юре, ні де-факто ; 2. держави, які не визнавали радянської окупації де — юре, але визнали радянську владу в Прибалтиці де — факто; 3. держави, які також визнали включення балтійських держав де-юре ; 4. держави, які жодним чином не висловили свою позицію. 5. держави, що перебували під комуністичним правлінням, визнали анексію законною як радянські республіки.

#### 1.Де-юретафактичненевизнання
- США — підтримували офіційні дипломатичні відносини, ні де-юре, ні фактично визнання не надавались.[49][50][51]
- Ватикан — підтримували офіційні дипломатичні відносини, ні де-юре, ні фактично визнання не надавались.
- Ірландія — жодних офіційних відносин, ані де-юре, ані фактичного визнання не надано.

#### 2.Невизнання де-юре, визнанняфактичногоконтролю
- Австралія — напівофіційні відносини, що підтримуються з представниками Балтії, хоча де-юре визнані 17 місяців у період з липня 1974 року по грудень 1975 року[49][50] урядом Вітлама[52] за особистою ініціативою Вітлама як прем'єр-міністр та виконуючий обов'язки міністра закордонних справ.[53] Визнання було відкликане наступним урядом Фрейзера в 1975 році.[54]
- Бельгія — відсутність остаточного рішення щодо політики невизнання, відсутність офіційних відносин з представниками Балтії
- Бразилія — офіційні відносини з представниками Балтії, крім епохи незалежної зовнішньої політики.
- Канада — напівофіційні відносини, що підтримуються з представниками Балтії. Фактичне визнання визнано, де-юре відмовлено[55]
- Чилі — відсутність дипломатичних відносин із СРСР
- Республіка Китай (Тайвань)[56][57]
- Колумбія — Деякі стосунки з представниками Балтії збереглися, остаточного рішення щодо політики невизнання не було офіційні дипломатичні відносини, ні де-юре, ні фактично визнання не надавались.
- Коста-Рика — відсутність дипломатичних відносин із СРСР
- Куба — Деякі стосунки з представниками Балтії збереглися, остаточного рішення щодо політики невизнання не було офіційні дипломатичні відносини, ні де-юре, ні фактично визнання не надавались.
- Кіпр
- Данія — Деякі стосунки з представниками Балтії збереглися, остаточного рішення щодо політики невизнання не було офіційні дипломатичні відносини, ні де-юре, ні фактично визнання не надавались.
- Еквадор — відсутність дипломатичних відносин із СРСР
- Франція — підтримував напів офіційні стосунки з представниками Балтії, не визнаючи де-юре декларацію про політику[58]
- Греція — відсутність офіційних відносин, остаточне рішення щодо політики невизнання
- Гватемала
- Ісландія — відсутність офіційних дипломатичних відносин
- Іран — Жодних офіційних відносин, хоча державний візит шаха Ірану до Талліну в 1972 році передбачав визнання.
- Італія — фактичне визнання
- Ліберія — відсутність дипломатичних відносин із СРСР
- Люксембург — відсутність офіційних відносин
- Мальта
- Мексика — Деякі стосунки з представниками Балтії збереглися, остаточного рішення щодо політики невизнання не було офіційні дипломатичні відносини, ні де-юре, ні фактично визнання не надавались.
- Норвегія — відсутність офіційних відносин, остаточне рішення щодо політики невизнання
- Парагвай — відсутність дипломатичних відносин із СРСР
- Philippines[59]
- Португалія — відсутність дипломатичних відносин із СРСР
- Швейцарія — деякі відносини підтримуються, фідуціар балтійських активів, остаточне рішення щодо політики невизнання не існує
- Туреччина — відсутність офіційних відносин, остаточне рішення щодо політики невизнання
- Велика Британія — підтримували напів офіційні дипломатичні відносини, де-факто було надано визнання
- Уругвай — підтримував офіційні дипломатичні відносини
- Венесуела — відсутність дипломатичних відносин із СРСР
- West Germany — визнання паспортів Балтії, остаточного рішення щодо політики невизнання, визнання де-юре не надано
- Югославія

#### 3. Визнанняде-юре
- Аргентина — Неявне визнання де-юре. Не приймає балтійські паспорти.[51]
- Австрія — Неявне визнання де-юре. Не приймає балтійські паспорти.
- Болівія[49]
- Нідерланди — Безумовне визнання де-юре в 1942 , Коли дипломатичні відносини були встановлені із СРСР без застережень.[50]
- Іспанія — неявне визнання де-юре в 1977 році, коли дипломатичні відносини були встановлені із СРСР без застережень під час іспанського переходу до демократії.[60]
- Швеція — у 1944 Швеція стала однією з перших серед небагатьох держав, що визнали радянську окупацію балтійських держав. У 1945 Швеція екстрадувала до СРСР приблизно 170 чоловіків з балтійських держав, призваних до складу Ваффен СС, які втекли від радянської реокупації, щоб знайти притулок у Швеції. 15 серпня 2011 Шведський прем'єр-міністр Фредрік Рейнфельдт офіційно вибачився перед прем'єр-міністрами Естонії, Латвії та Литви на церемонії в Стокгольмі, заявивши, що «Швеція винна своїм балтійським сусідам» чесним боргом "за те, що вони закрили очі на пост війна радянської окупації «і говорячи про» темний момент "в історії своєї держави.[61][62]

держави, які здобули незалежність після Другої світової війни і не робили жодних спеціальних заяв щодо проблеми балтійських держав, коли вели переговори про дипломатичні відносини з СРСР (неявно), визнавали включення балтійських держав до складу СРС

#### 4. держави, які офіційно не висловили свою позицію
Решта держав світу мовчали щодо цього питання наприклад:
- Фінляндія — жодного остаточного рішення щодо політики невизнання, хоча неофіційний візит президента Урхо Калева Кекконен до Естонії в 1964 часто представлявся натяком на визнання.[50][51][63] Фінляндія продовжила дипломатичні відносини, встановлені в 1920 році, а не визнала держави Балтії заново в 1991 році.[49]
- Індія — хоча поїздка прем'єр-міністра Індії до Талліну під час державного візиту в СРСР 1982 означала визнання.
- Ізраїль
- Північна Корея

#### 5. держави комуністичного блоку вважали анексію балтійських держав законною
- Куба
- НДР
- В'єтнам

## Історичні міркування
Ситуація з Прибалтикою не була унікальною. Після Другої світової війни почалася дискусія щодо того, які норми міжнародного права застосовуються до ряду інших незаконних анексій, таких як анексія Австрії та Чехословаччини нацистською Німеччиною в 1938 році. І, з розпадом СРСР, Грузія також висловила бажання бути визнаною правонаступницею Демократичної Республіки Грузія (1918—1921), але це було відхилено головним чином через те, що період її незалежности вважався занадто коротким.

## Прибалтійські держави стверджують державну спадкоємність

### Естонія
30 березня 1990 року Верховна Рада Естонії прийняла резолюцію про державний статус Естонії. Резолюція оголосила, що незалежність Естонії де-юре ніколи не припинялася через незаконну окупацію з 1940 року. Подальша резолюція про відновлення Естонської Республіки була прийнята 20 серпня 1991 Нова Конституція була введена 29 липня 1992 року. Це було частково пов'язано з Конституцією 1938 , Надаючи додаткові вимоги про конституційну наступність.

### Латвія
Після радянського періоду 4 травня 1990 року було прийнято « Про відновлення незалежности Латвійської Республіки». Він мав відновити авторитет Конституції 1922 , За винятком кількох положень, і передбачав відновлення незалежности шляхом переговорів з СРС Конституційний закон про державність Латвійської Республіки, який проголошує негайне відновлення повної незалежности, був прийнятий 21 серпня 1991 П'ятий парламент був обраний у 1993 , Що відновило Конституцію 1922 І підтримало правову безперервність Латвійської Республіки.

### Литва
На відміну від Естонії та Латвії, Литва проголосила відновлення Держави Литва 11 березня 1990 року без періоду переходу. Закон наголошував на акті 1918 року та резолюції 1920 року для цілей конституційної спадкоємности. З'їзд Рад 15 березня 1990 Прийняв резолюцію, в якій рішення Литви порушувало Конституцію СРС Литва прийняла Резолюцію про ліквідацію угод Німеччини — СРСР 1939 Та їх наслідки 7 лютого 1990 Конституційний суд Литви вирішив, що Конституція 1938 року була призупинена в 1940 році, і приступив до її повторного введення. Одночасно Суд визнав, що неможливо реконструювати систему, яка існувала в 1940 році. Нова Конституція була прийнята 25 жовтня 1992

## Наступність Балтійської держави та міжнародне право
Конвенція Монтевідео 1933 Була спробою скласти юридичне поняття державности. Згідно з визначенням, держава повинна мати територію, постійне населення, дієвий уряд та спроможність вступати у міжнародні відносини. Однак вже в міжвоєнний період тлумачення та застосування критеріїв було далеко не простим, як, наприклад, справа Аландських островів. Поняття державности у міжнародному праві не можна пояснити простим посиланням на Конвенцію Монтевідео. Рішення про державність приймаються за певних обставин і в даний момент часу.
Прибалтійські держави також засновують свої вимоги щодо наступности держави на двох додаткових правилах; заборона застосування сили у міжнародних відносинах та право на самовизначення, що виражається у вільних та чесних виборах. Колишнє правило було відповіддю держав Балтії на твердження СРСР про те, що вони повинні слідувати процесу відокремлення за радянською Конституцією 1977 року ; балтійські держави стверджували, що вони приєдналися лише в результаті примусової окупації.

## Міжнародна реакція на відновлення незалежности Балтії

### Міжнародні організації
Європейські співтовариства привітали відновлення суверенітету та незалежности 27 серпня 1991 року. Радянський Союз визнав незалежність Балтії 6 вересня 1991 року. Конференція з безпеки і співробітництва в Європі визнала прибалтійської держави новими членами 10 вересня 1991 року
Парламентська асамблея Ради Європи зазначила, що Радянський Союз порушив право балтійського народу на самовизначення. Акти 1940 року призвели до окупації та незаконної анексії. Рада також зазначила, що кілька держав-членів підтвердили визнання балтійських держав ще в 20-х роках, тоді як інші визнали їх заново.
Крім того, Європейський парламент Європейський суд з прав людини та Рада ООН з прав людини оголосили, що держави Балтії були вторгнені, окуповані та незаконно включені до складу СРСР відповідно до положень Пакту Молотова — Ріббентропа 1939 року.
Вступ балтійських держав до Організації Об'єднаних Націй відбувся відповідно до статті четвертої Статуту ООН. Коли питання про членство в державах Балтії розглядалося Радою Безпеки, Рада зробила посилання на відновлену незалежність балтійських держав. Спочатку членські внески отримувались від зборів, які раніше сплачував Радянський Союз. Однак після заперечень Організація Об'єднаних Націй прийняла заяви балтійських держав, що вони не є державами-спадкоємцями СРС Прибалтійські держави були прийняті новими членами, оскільки Ліга Націй не була попередницею ООН.
Прибалтійські держави були членами Міжнародної організації праці з 1921 року. Отже, його визнання було важливим для балтійських держав щодо їх претензій на наступність держави. Організація прийняла претензію Балтії продовжувати своє попереднє членство і визнала, що держави Балтії продовжували бути зобов'язаними конвенціями МОП, укладеними до 1940 року. На цій підставі Міжнародна організація праці вважала, що держави Балтії були реадмітовані, хоча жодне офіційне рішення не визначало цього.

### Двосторонні відносини

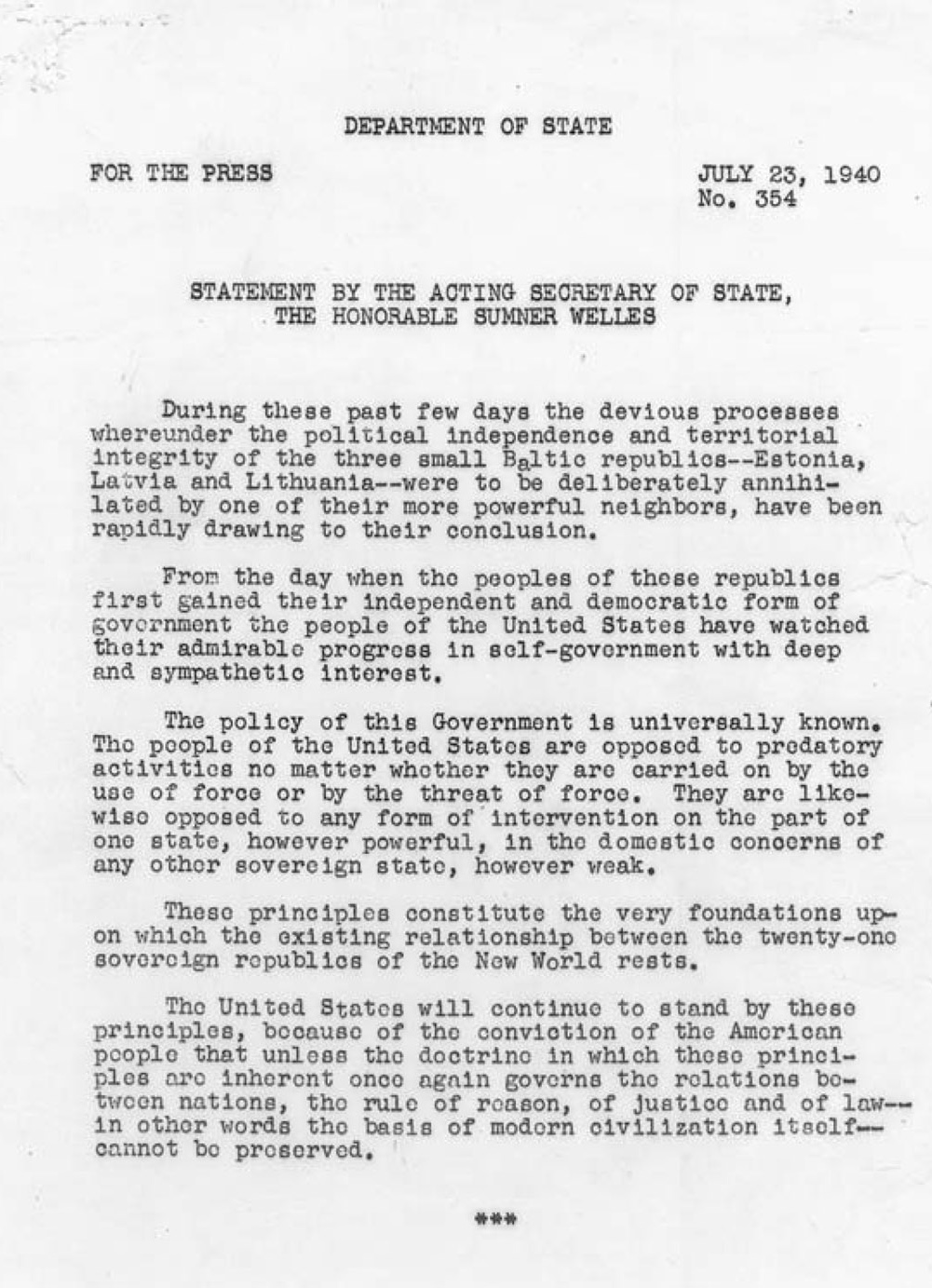
Декларація Уеллса, 23 липня 1940, Що встановлює політику США щодо невизнання примусової інкорпорації балтійських держав

Після державного перевороту в Москві в серпні 1991 У відносинах з балтійськими державами існувало три різні ставлення По-перше, були держави, які мали дипломатичні відносини до окупації 1940 року, і вони ніколи не визнавали анексію 1940 року ні де-юре, ні де-факто. Здебільшого ці держави відновили дипломатичні відносини без офіційного визнання. Однак деякі держави вважали необхідним повторно визнати держави Балтії. По-друге, існували держави, які мали дипломатичні відносини до 1940 року, але визнали їх приєднання до СРСР фактичним фактом. По-третє, після 1940 Виникли нові держави
Позиція Сполучених Штатів спочатку базувалася на доктрині Стімсона, застосованій до окупації та анексії балтійських держав Декларацією Уельса.
Правова спадкоємність балтійських держав спирається на доктрину Стімсона, яка застосовується до окупації балтійських держав Декларацією Уельса. Декларація дозволила прибалтійським державам Естонії, Латвії та Литві утримувати незалежні дипломатичні місії в США, а розпорядження 8484 захищало фінансові активи Балтії між 1940—1991 роками.
Ця політика невизнання породила принцип правової безперервности, який стверджував, що де-юре держави Балтії залишалися незалежними державами під незаконною окупацією протягом усього періоду 1940–91.

### Радянський Союз та Російська Федерація
Останній Генеральний секретар Комуністичної партії СРСР Михайло Горбачов створив Комісію з 26 членів для оцінки пакту Молотова — Ріббентропа та його секретних протоколів. Комісія погодилася з тим, що Пакт існує, а його зміст суперечить балто-радянським договорам. Комісія не змогла досягти консенсусу щодо наслідків пакту, оскільки це відкриє можливість виходу Балтії з СРС Це питання не обговорювалося в Російській Федерації з моменту звіту Комісії у 1989 році. Сучасна Російська Федерація відмовилася бути зобов'язаною до угод до 1940 року, які Радянський Союз уклав із балтійськими державами. Міністерство закордонних справ Росії оголосило, що спотворення історії та звинувачення у незаконних окупаціях є головними причинами проблем у відносинах Балтія-Росія.
У той же час Російська Федерація стверджує, що вона продовжує існувати, оскільки правосуб'єктність колишнього СРСР загрожує власною нерішучістю відносин між Російською Федерацією та СРС Зобов'язання СРСР не продовжувались автоматично з Російською Федерацією. Рішення приймались у кожному конкретному випадку. Російська Федерація ретельно зважила, наскільки неперервність була її інтересом, особливо у сфері двосторонніх відносин та боргів.

### Європейський суд з прав людини
Після прийняття пострадянських держав до Ради Європи у другій половині 1990-х р До Європейського суду з прав людини було передано низку справ, пов'язаних з питанням законности членства балтійських держав в Радянському Союзі.. Суд ухвалив низку рішень, які підтверджували, що держави Балтії були окуповані та примусово включені до складу СРСР до 1991 року

16 березня 2006 року Велика палата Суду зробила таку заяву у справі « Татьяна Жданока проти Латвії» (пункт 119 свого рішення):
Латвія разом з іншими балтійськими державами, втратила свою незалежність в 1940 році після поділу Європи між Німеччиною і СРСР домовилися Адольф Гітлер "s Німеччини і Йосипа Сталіна " s СРСР шляхом секретного протоколу до Молотову -Пакт Ріббентропа, угода, що суперечить загальновизнаним принципам міжнародного права. Наступна анексія Латвії СРСР була організована та проведена під керівництвом Комуністичної партії СРСР (КПРС), причому Комуністична партія Латвії (КПЛ) була супутниковим відділенням КПРС.
Згодом після Жданоки палати (менші утворення) Суду прийняли низку інших рішень та рішень у справах, що стосуються питань, що стосуються питань від обмеження політичних прав колишніх радянських політиків до кримінального засудження за злочини проти людства, при цьому Суд зазначив, що незаконна окупація СРСР балтійських держав мала місце в 1940 У справі «Пенарт проти Естонії» Суд визнав неприйнятною заяву колишнього оперативного співробітника Служби внутрішньої безпеки СРСР Володимира Пенарта, засудженого естонським судом за злочини проти людяности за організацію вбивства «особи, яка переховується в лісі», ймовірно, члена «Лісові брати», войовничий антирадянський рух у 1953 Суд заявив таке:
По-перше, Суд зазначає, що Естонія втратила свою незалежність внаслідок Договору про ненапад між Німеччиною та Союзом Радянських Соціалістичних Республік (також відомого як «Пакт Молотова-Ріббентропа»), укладеного 23 серпня 1939 , Та додаткові секретні протоколи до нього. Після ультиматуму про створення радянських військових баз в Естонії в 1939 році в червні 1940 року відбувся широкомасштабний вхід радянської армії до Естонії. Законний уряд держави було повалено, а радянську владу запроваджено силою. Тоталітарний комуністичний режим СРСР проводив широкомасштабні та систематичні дії проти естонського населення, включаючи, наприклад, депортацію близько 10 000 осіб 14 червня 1941 року та понад 20 000 осіб 25 березня 1949 року. Після Другої світової війни десятки тисяч людей ховалися в лісах, щоб уникнути репресій з боку радянської влади; частина тих, хто переховувався, активно чинила опір окупаційному режиму. За даними органів безпеки, в ході руху опору 1944—1953 р Було вбито близько 1500 осіб та майже 10 000 заарештовано. Перервана німецькою окупацією в 1941—1944 роках, Естонія залишалася окупованою СРСР до відновлення незалежности в 1991 році. Відповідно, Естонії як державі було тимчасово заборонено виконувати свої міжнародні зобов'язання.
Рішення суду виглядають сприятливими з кількох аспектів, що є важливим для відновлення балтійських держав, включаючи доктрину правової безперервности. Постанови підтвердили, що СРСР вчинив злочини в незаконно окупованих державах Балтії, таких як депортація радянських військ з Естонії, і у випадку, якщо Татьяна Жданока проти Латвії провела паралелі між правовим ставленням до німецької Ваффен СС та жорсткими елементами Комуністичної партії СРС
У Російській Федерації рішення суду викликали негативну реакцію серед політиків і характеризувались як «політизовані».
У державах Балтії судові рішення приймались у загальних рисах західної політики невизнання (див. Доктрину Стімсона). Примітно, що Служба внутрішньої безпеки Естонії наголосила на важливості рішень у своєму щорічнику за 2006 рік.

## Дивитися також
- Розслідування балтійських держав Палатою представників США (1953)
- Правонаступництво держав